# Berg-Weißbartlangur
Der Berg-Weißbartlangur (Semnopithecus vetulus monticola) ist eine Unterart des Weißbartlanguren (Semnopithecus vetulus). Er kommt im zentralen Hochland von Sri Lanka vor.

## Merkmale

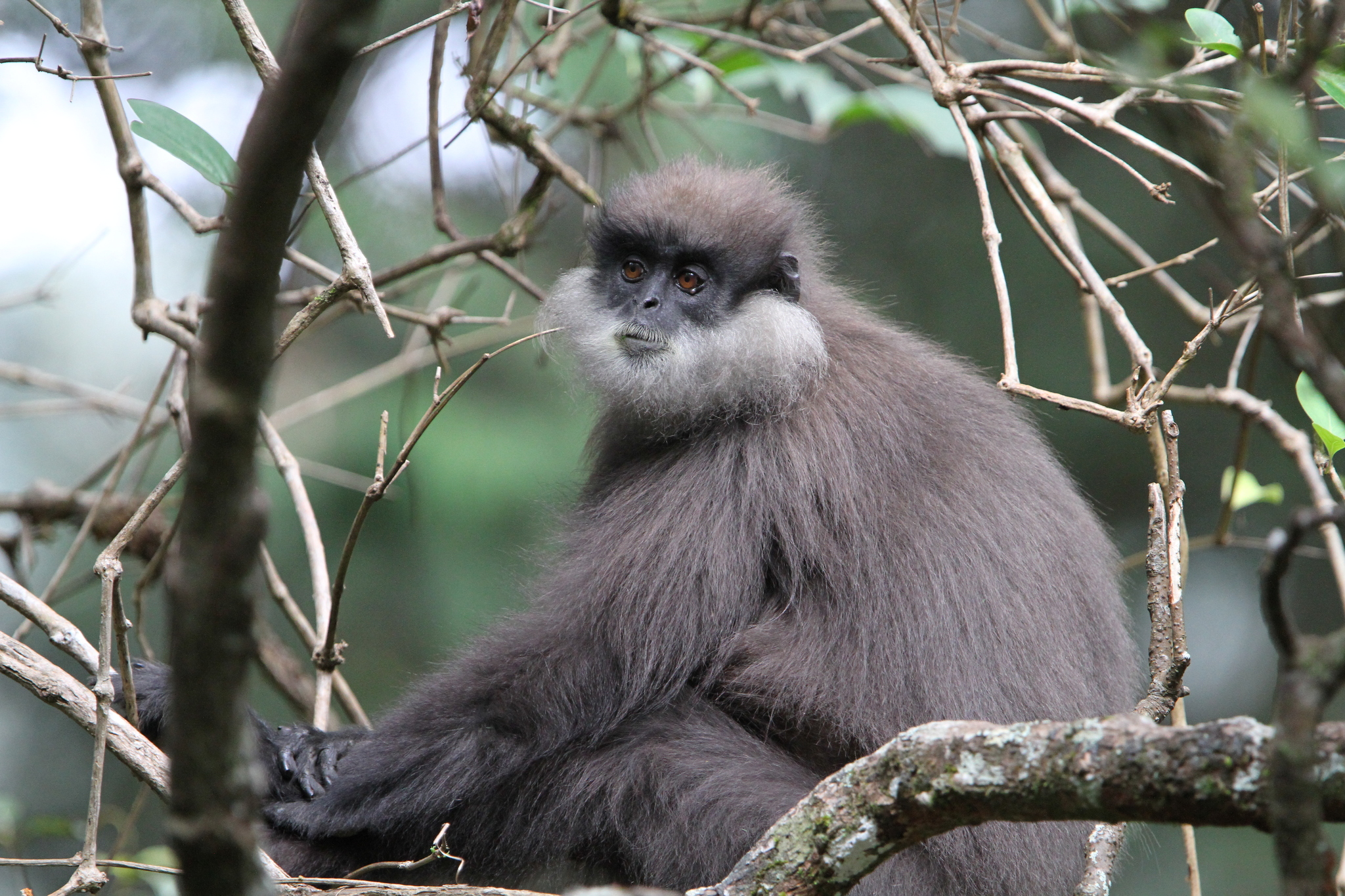
Berg-Weißbartlangur

Verglichen mit den übrigen drei Unterarten des Weißbartlanguren ist der Berg-Weißbartlangur etwas größer. Der Schwanz ist jedoch deutlich kürzer. Das Fell ist dichter und länger. Es ist braungrau gefärbt. Die Haare der Kopfoberseite und am Gesäß heben sich kaum von der übrigen Fellfärbung ab. Der weißliche Backenbart ist jedoch so lang, dass die Ohren teilweise verdeckt werden.

## Lebensraum und Lebensweise
Der Berg-Weißbartlangur kommt im zentralen Hochland Sri Lankas vor und lebt dort in niedrigwüchsigen tropischen Bergwäldern in Höhen von 1000 bis 2200 Metern über dem Meeresspiegel. Er ernährt sich ausschließlich von Pflanzen und etwa 80 % seiner Nahrung besteht aus Blättern, wobei junge Blätter bevorzugt werden. Außerdem frisst er Früchte, Blüten und Samen. Der Berg-Weißbartlangur ist tagaktiv und geht so gut wie nie auf den Erdboden. Die Affen leben in Gruppen, deren durchschnittliche Größe bei acht bis neun Exemplaren liegt. Es wurde jedoch auch eine Gruppe mit 26 Individuen beobachtet. Die Gruppen bestehen in der Regel aus einem Männchen, mehreren Weibchen und deren Jungtieren. Berg-Weißbartlanguren sind territorial und bei Begegnungen mit anderen Gruppen reagieren sie mit lauten Schreien und spektakulären Sprüngen zwischen den Ästen. Die Territorien sind 1,1 bis 10,9 ha (durchschnittlich 5,8 ha) groß. Da es im Hochland von Sri Lanka keine deutlich ausgeprägten Jahreszeiten gibt, vermehrt sich der Berg-Weißbartlangur das ganze Jahr über. Die Trächtigkeitsdauer beträgt 195 bis 210 Tage und der Abstand zwischen zwei Geburten liegt im Schnitt bei 16 bis 17 Monaten.

## Systematik
Der Berg-Weißbartlangur wurde 1850 durch den ceylonesischen Naturforscher Edward Frederick Kelaart erstmals wissenschaftlich beschrieben. Er ist eine von vier Unterarten des 1777 durch den deutschen Gelehrten Johann Erxleben beschriebenen Weißbartlanguren, der auf Sri Lanka endemisch ist. Der Weißbartlangur bildet zusammen mit dem Nilgiri-Langur (Semnopithecus johnii) Südindiens die Untergattung Kasi innerhalb der Indischen Languren (Semnopithecus), die sich durch ein dunkles Fell von den hellgrauen Hanuman-Languren (Untergattung Semnopithecus) unterscheidet. Die vier Unterarten des Weißbartlanguren unterscheiden sich so deutlich voneinander, dass sie auch als unterschiedliche Arten angesehen werden können. Trachypithecus vetulus monticola ist ein Synonym von Semnopithecus vetulus monticola.

## Gefährdung
Der Berg-Weißbartlangur wird von der IUCN als stark gefährdet (endangered) gelistet. Zwischen 1979 und 2015 ist der Bestand um etwa 50 % zurückgegangen. Der Hauptgrund ist der immer weiter fortschreitende Lebensraumverlust infolge von Waldrodungen zur Brennholzgewinnung und um Raum für landwirtschaftlichen Nutzflächen zu gewinnen.